# Ключёвка (Граховский район)
Ключёвка — заброшенная деревня в Граховском районе Удмуртии, в верховье реки Яга.

## История
По итогам десятой ревизии в 1859 году в 19 дворах казённой деревни Ключёвка Новая (Елены Шишки) при речке Яге проживало 202 жителя.
До 1929 года деревня входила в состав сначала Билярской волости, позднее — Билярского сельсовета Можгинской волости Можгинского уезда, в 1929 году проводится районирование и деревня была передана в состав Верхнекокшанского сельсовета вновь образованного Граховского района. В 1954 году Верхне-Кокшанский сельсовет упразднён и деревня отошла к Новогорскому сельсовету. В 1982 году образован Макаровский сельсовет, в состав которого передана деревня.